# Guglielmo Borgo
Guglielmo Borgo (Genova, 14 giugno 1906 – Borghetto Santo Spirito, 15 giugno 1979) è stato un calciatore e allenatore di calcio italiano, di ruolo centrocampista.

## Carriera
Giocò in Serie A con il Milan ed in Divisione Nazionale con Cremonese e Juventus.

## Palmarès

### Giocatore

#### Competizioni nazionali
- Campionato italiano Serie C: 1

Salernitana: 1937-1938 (girone E)